# Koprník štětinolistý

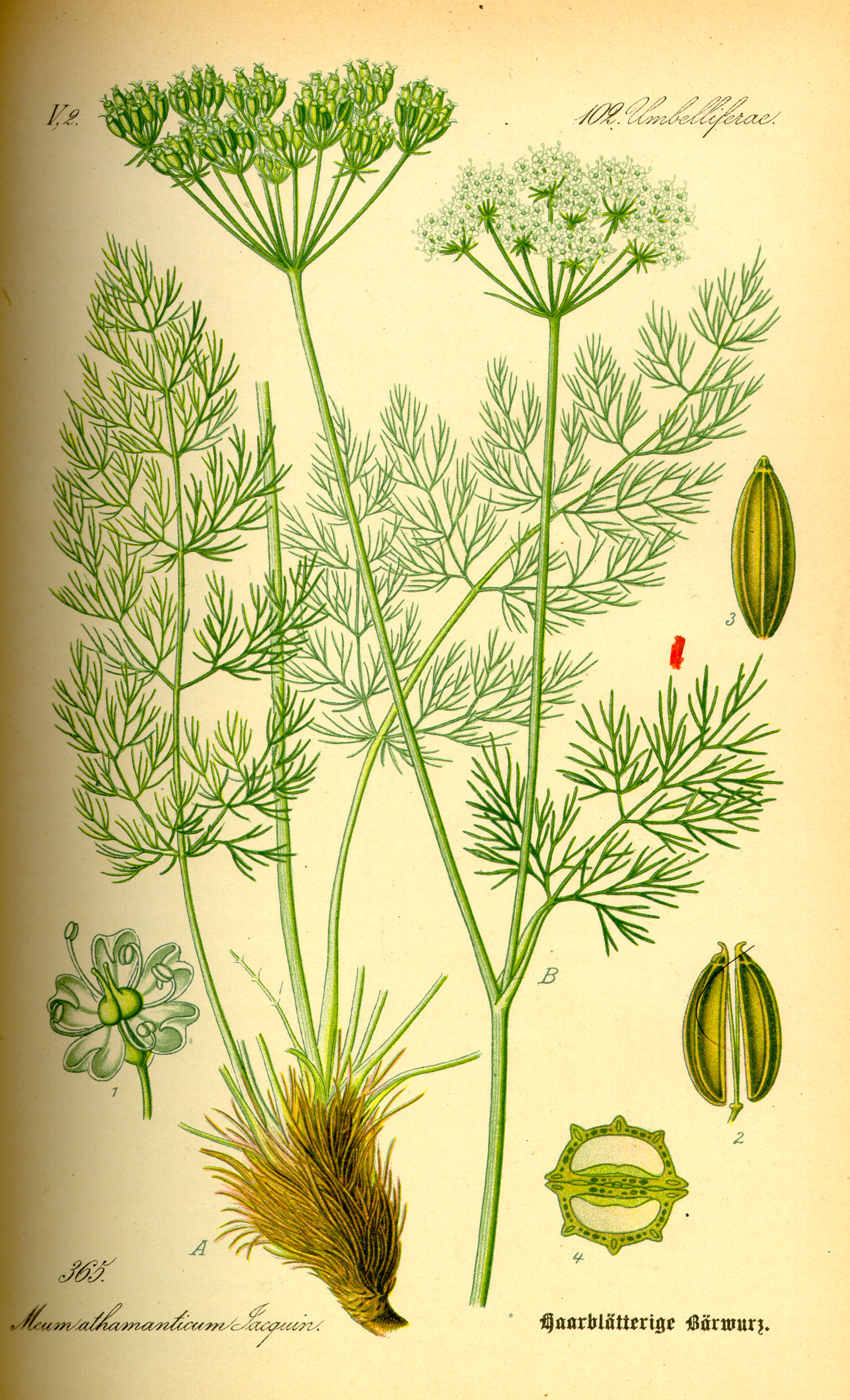
Nákres koprníku

Koprník štětinolistý (Meum athamanticum) je nevysoká, bílými květy rozkvétající bylina, jediný druh monotypického rodu koprník z čeledi miříkovité.

## Rozšíření
Je to druh z horských oblastí jižní, západní a střední Evropy, roste v Pyrenejích, Vogézách, Alpách a pohořích Balkánu. Na severu je areál výskytu omezen jihem Skandinávie a východní hranice prochází středem České republiky.
Vyskytuje se pouze v západních a severních hraničních pohořích, hromadně roste v Krušných horách na české i německé straně zhruba od 500 m n. m. až po 1240 m na Klínovci. Východně od Krušných hor vyrůstá v Děčínské vrchovině a ve Šluknovském výběžku. V Krkonoších je na české i polské straně poměrně vzácný. Několik dalších lokalit je v Jizerských horách na rašelinných lukách. Na Slovensku neroste.
Nalezneme ho na horských loukách a pastvinách, rašeliništích, na okrajích lesů a v příkopech podíl cest. Nejlépe mu prospívají vlhčí půdy v létě vysýchavé, kamenité i hlinité, humózní a na silikátovém podloží. Je diagnostickým druhem v rostlinném společenstvu asociace Meo athamantici-Festucetum rubrae svazu Polygono bistortae-Trisetion flavescentis.

## Popis
Vytrvalá bylina dorůstající s květenstvím do výše 30 až 60 cm. Z válcovitého vícehlavého oddenku vyrůstá přímá, hranatě rýhovaná, chudě větvená lodyha která je bezlistá nebo maximálně se dvěma listy. Rostlina má listy hlavně přízemní, které jsou řapíkaté, sytě zelené, v obrysu podlouhle vejčité až trojúhelníkovité, 3 až 4x zpeřené s velice úzkými, křížem přisedlými jednotlivými lístky o šířce cca 0,2 mm.
Na konci lodyhy nesoucí květenství vyrůstá hustý okolík složený až z 15 okolíčků. Obal okolíku chybí, obalíčky okolíčků jsou tvořeny 3 až 5 šídlovitými listeny které brzy opadávají.
Květy v okolíčcích jsou částečně oboupohlavné protandrické (všechny okrajové a jeden uprostřed) a částečně jsou prašníkovité se zakrnělými pestíky (prašníkovitých je zhruba 4krát více). Korunní plátky k oběma koncům zúžené mají barvu bílou nebo načervenalou, kalich je nezřetelný. Květy prašníkovité se začínají rozvíjejí a vysypávat pyl až když v oboupohlavných květech prašníky již opadaly a blizny právě dozrály; je tak pravděpodobné, že na blizny se dostane pyl z jiného květu. Rostliny kvetou v červnu až srpnu, opylení zajišťuje hmyz.
Plody jsou podlouhlé, vejčité dvounažky s karpoforem, každá nažka má 5 vystouplých celistvých žeber.
Rostlina je celá velice aromatická, dříve byla pěstována a v lidovém lékařství používána jako léčivka nebo k ochucení likérů a rostlinných salátů; má výraznou vůni po kopru a fenyklu.

## Ohrožení
Koprník štětinolistý je z hlediska ohrožení hodnocen "Vyhláškou MŽP ČR č. 395/1992 Sb. ve znění vyhl. č. 175/2006 Sb." jako druh ohrožený (§3), stejně jako "Červeným seznamem cévnatých rostlin České republiky z r. 2012" (C3).

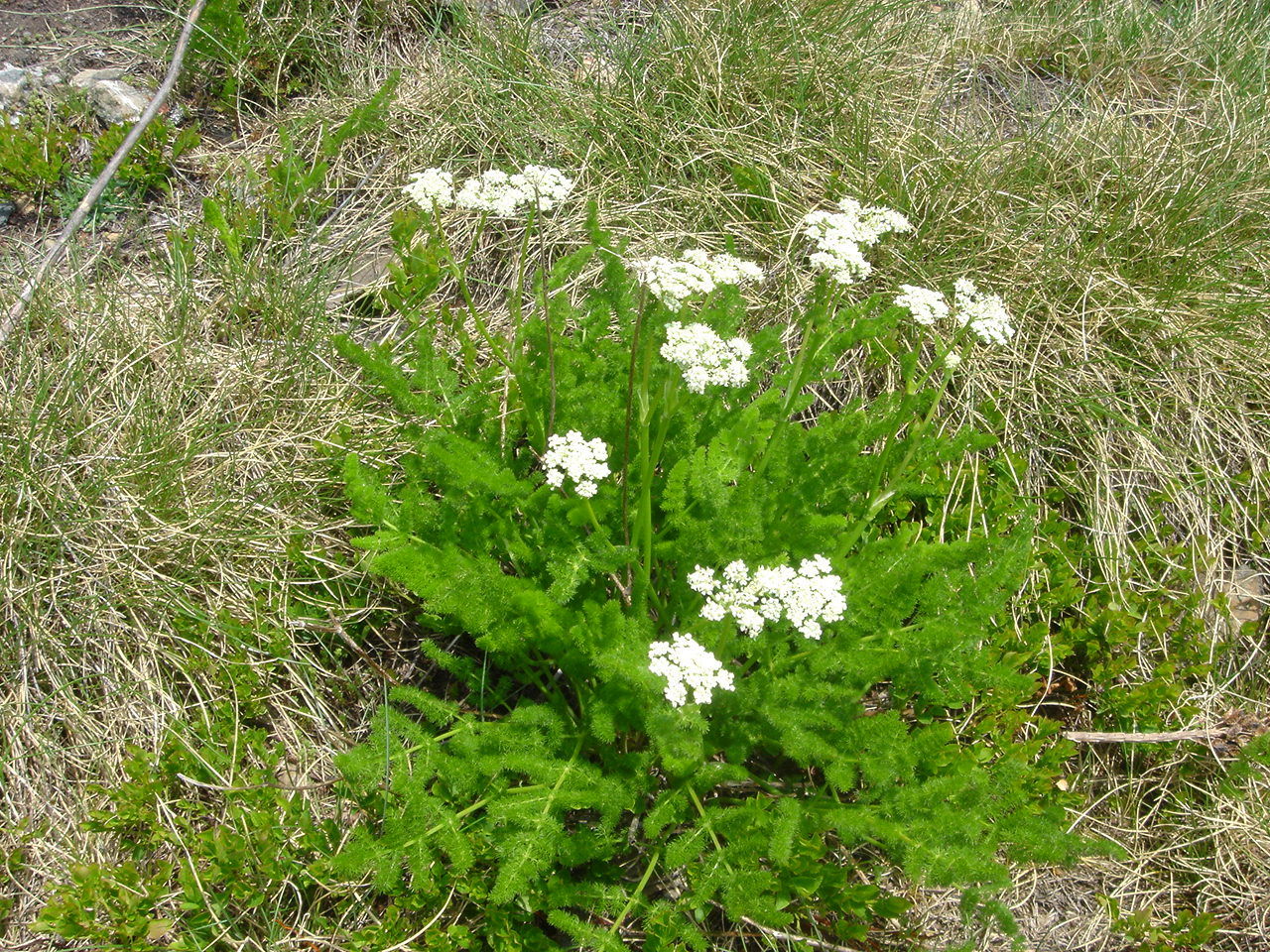
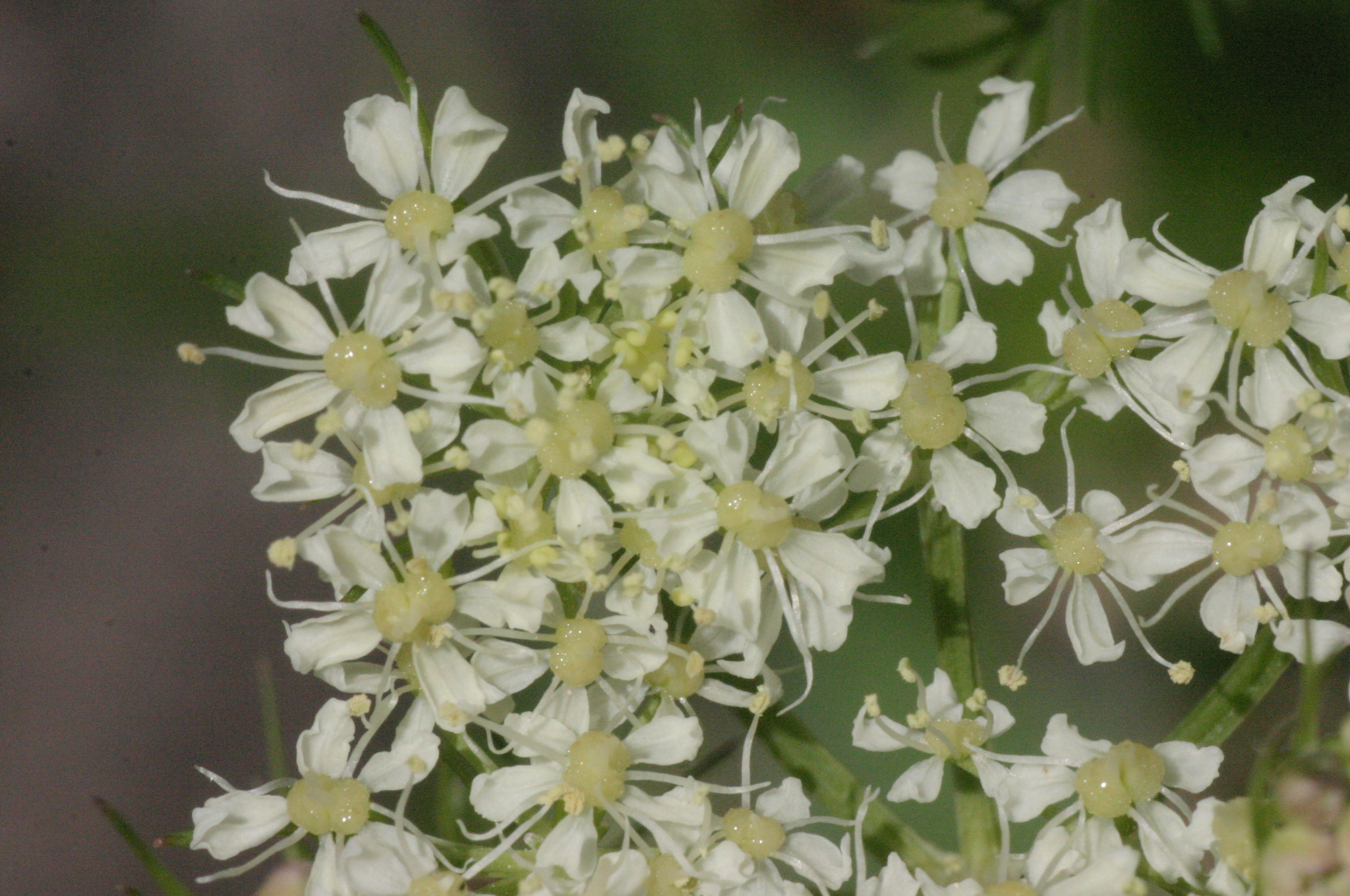
Květy
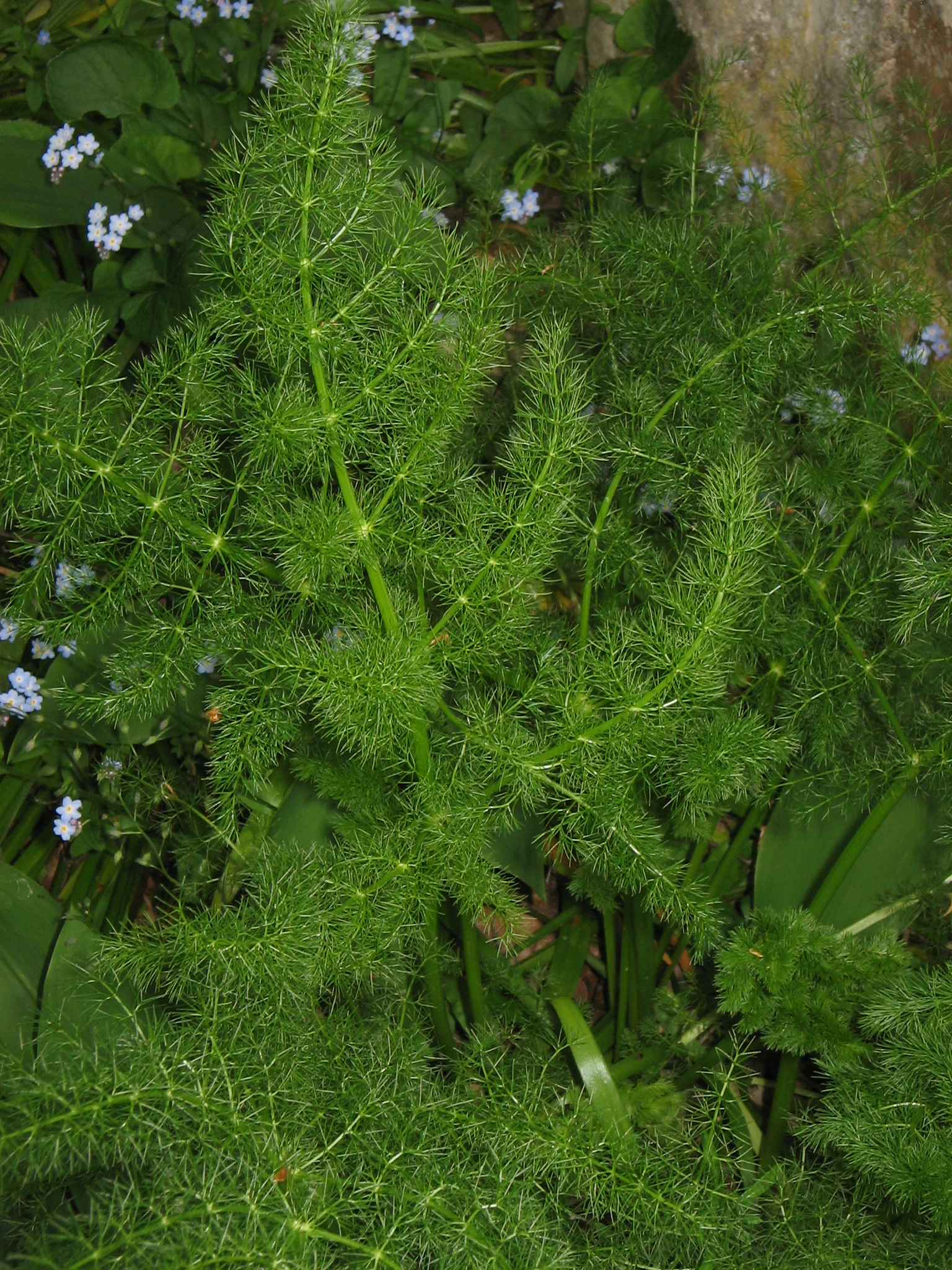
Listy
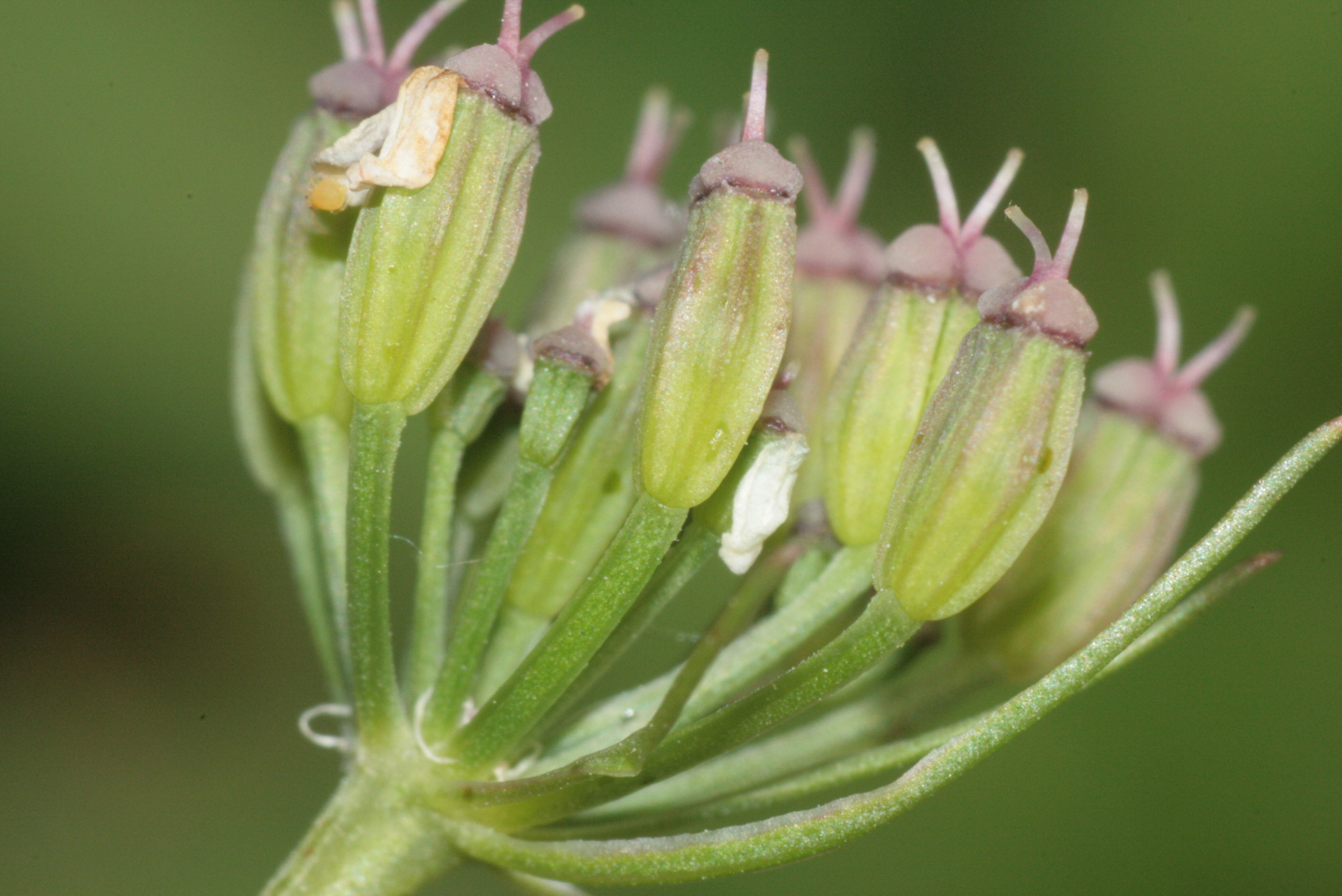
Dozrávající semeníky